# Bay d'Est
Bay d'Est est une communauté non incorporée de Terre-Neuve-et-Labrador au Canada. Elle est située dans la baie Fortune sur l'île de Terre-Neuve. Au recensement de 1921, elle comprenait 40 habitants.

## Annexe